# Shu Xiuwen
Shu Xiuwen (1915-17 de marzo de 1969), fue una actriz china de cine y de teatro, además de la primera actriz de voz de China. Creció en situación de pobreza, pero alcanzó éxito en la industria cinematográfica de Shanghái antes de la segunda guerra sino-japonesa. Protagonizó numerosas películas, siendo la más aclamada, Yi jiang chun shui xiang dong liu.
Tras la creación de la República Popular China en 1949, Shu fue elegida para la Conferencia Consultiva Política del Pueblo Chino (CPPCC) y la Asamblea Popular Nacional China. Aun así, fue perseguida en la Revolución Cultural desde que empezó en 1966 y murió el 17 de marzo de 1969.
Conocida por su versatilidad y habilidad en retratar una gama amplia de personajes, es reconocida como una de las cuatro mejores actrices de China.

## Vida

### Primeros años
Shu Xiuwen nació en Anqing, provincia de Anhui, en 1915. Tenía tres hermanas. Su abuelo era un prominente confuciano erudito, pero su familia había empobrecido. Cuando ella tenía seis años su familia se trasladó a Beijing, donde su padre enseñaba en una escuela secundaria. Shu cuando estaba en secundaria, su padre perdió su empleo y fue obligada a abandonarla para ayudar a su madre con las tareas domésticas de la familia. Sus padres ambos se convirtieron en adictos al opio y cayó en deuda. Su padre intentó venderla para pagar sus deudas, pero se escapó y trabajó como acompañante y bailarina en un club de la Avenida Chang'an.

### Carrera temprana

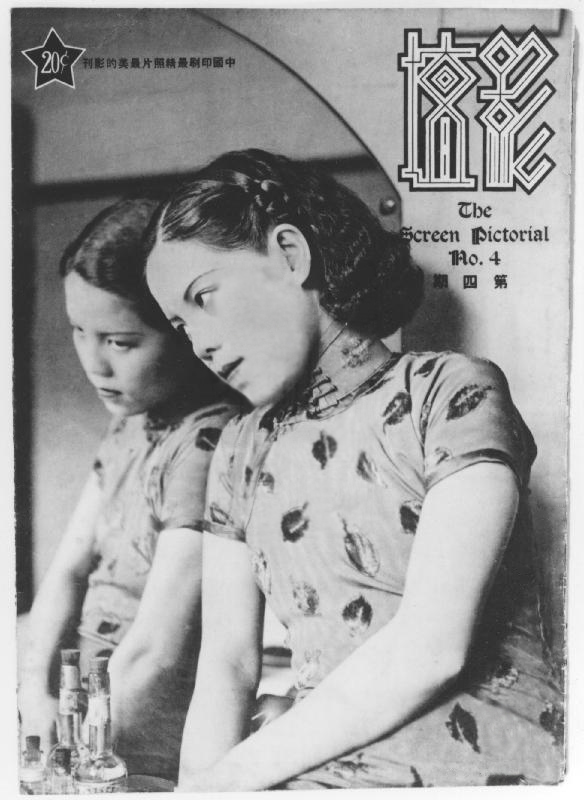
Shu En la cubierta de La Pantalla Pictórica, Núm. 4

Considerando su trabajo humillante, Shu Xiuwen—entonces de 16 años— viaja de Beijing a Shanghái en la primavera de 1931 a buscar mejores oportunidades. Encontró trabajo como docente de mandarín en el Tianyi Film Company y sirvió como actriz de voz en Tianyi Chica sing-Song peonía roja (1931), primera película sonora de China, convirtiéndose así en la primera actriz de voz China. También conoció a Chen Yumeila, la actriz protagonista de Tianyi, quien le dio un pequeño papel en la película Shu Una muchacha llamada Yunlan (芸兰姑娘, 1932).
Su experiencia suplente le habilitó para encontrar trabajo con el grupo Jimei de Canción y Baile, donde conoció a Wei Heling, más tarde un actor cinematográfico famoso. A pesar de que dejó el grupo Jimei de Canción y Baile pronto, después, a través de sus conexiones profesionales fue capaz de unirse al grupo Mayflower del prominente dramaturgo izquierdista Tian Han. El Kuomintang pronto disolvió el grupo por sus representaciones izquierdistas y arrestó a Shu y a su amigo Gui Jiangong. La experiencia la incitó para participar activamente en el movimiento izquierdista. Cuándo Tian Han creó en la nueva primavera la Autumn Troupe, Shu Xiuwen pronto se unió y participó como actriz principal. Actuó en muchas representaciones de obras como Muerte de una estrella, Siete mujeres en la tormenta, y Asesinato de un niño.
Posteriormente, Shu se unió a la Compañía cinematográfica Yihua en 1932 de Tian Han y formalmente trabajó como actriz. Protagonista, como Tian Han Yang en Supervivencia Nacionales Hansheng, Olas furiosas del mar de China. En 1934, se unió a la compañía Mingxing, y en los próximos tres años fue protagonista en 15 películas antes de que la segunda guerra sino-japonesa irrumpiera en 1937. En dos películas, coprotagoniza con Hu Dado, Flores de melocotón después de la calamidad y Fragancia nocturna, la crítica la aclamó. Cuando su carrera florece, lleva a sus padres y hermanas a Shanghái apoyándoles financieramente.

### Tiempo de guerra
Cuando la segunda guerra sino-japonesa estalló en 1937, los estudios de cine de Shanghái fueron destruidos en gran parte, sobre todo durante los tres meses de lucha conocida como la batalla de Shanghai. Shu Xiuwen se unió al éxodo masivo de refugiados de la capital durante la guerra de Chongqing, donde trabajó para la empresa estatal China Film Studio. Protagonizó varias películas como Defender Nuestra tierra, Un buen marido y Tormenta de Frontera. Cuando viaja a Mongolia Interior para rodar una película, visitó la base Comunista en el Yan'an y fue recibida por Mao Zedong.
De 1941 a 1946, Shu se dedicó a realizar representaciones patrióticas contra la agresión japonesa, como Tempestad de truenos y Salida del sol, del famoso dramaturgo Cao Yu. Sus habilidades de actuación establecieron su reputación como una de las "cuatro grandes actrices" de China de la época, junto con Bai Yang,Qin Yi y Zhang Ruifang.
Shu, regresó a Shanghái después que la guerra terminó en 1945. Protagonizó y fue aclamada en varias películas, incluyendo Asesino, Debilidad, Vuestro nombre es mujer, y la  película más famosa de su carrera, El Este de Flujos de Río de Primavera. En 1948 y 1949, durante la guerra civil china, Shu fue a Hong Kong y protagonizó la Caída de flores en la ciudad durante la primavera, Maneras de amor, y Fuego salvaje, viento de primavera.

### China comunista

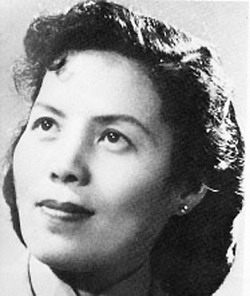
Shu Xiuwen

Después del establecimiento de la República Popular de China en 1949, Shu volvió a Shanghái para trabajar en el Estudio cinematográfico de Shanghái. Ella fue transferida a Beijing en 1957 y se convirtió en subdirectora de arte del Teatro de Arte Popular de Pekín. En este periodo protagonizó las películas Conductor femenino y Li Shizhen, y actuó en la Rickshaw Chico y Guan Hanqing.
Shu fue elegida para la 1.ª Conferencia Consultiva Política del Pueblo Chino, el 2 º y 3 º Congreso Nacional del Pueblo, el Comité Ejecutivo de la Federación de Mujeres de China y el Círculo de Federación China de Literatura y Arte. También trabajó como Directora de teatro y gestora de la asociación de Teatro de China y de la asociación cinematográfica China.
Al igual que muchos trabajadores de cine y teatro, Shu Xiuwen fue severamente perseguida cuando la Revolución cultural comenzó en 1966. Ella no pudo sobrevivir a la persecución y murió el 17 de marzo de 1969 a los 54 años.

## Legado
Shu Xiuwen es recordada como una de las actrices más grandes de su época, conocida por su versatilidad. Fue capaz de retratar una amplia gama de personajes tanto en cine como en el teatro, incluyendo a una mujer rural forzada a matar a su hijo recién nacido a causa de la pobreza abyecta (Asesinato de un Niño), una ingenua pero chica amable (Asesina), y una  mariposa social cruel, pero brillante (El río de primavera fluye desde el este). En Caída de Flores en Ciudad de Primavera, interpretó convincentemente dos papeles muy diferentes: una pobre mujer rural y su hija, que había criado en la prosperidad de la gran ciudad. Sus actuaciones hábiles ejercieron gran influencia en generaciones posteriores de actores chinos.
En 2005, Shu fue elegida entre los 100 mejores actores de los 100 años de cine de China.